# Cortinarius praestans

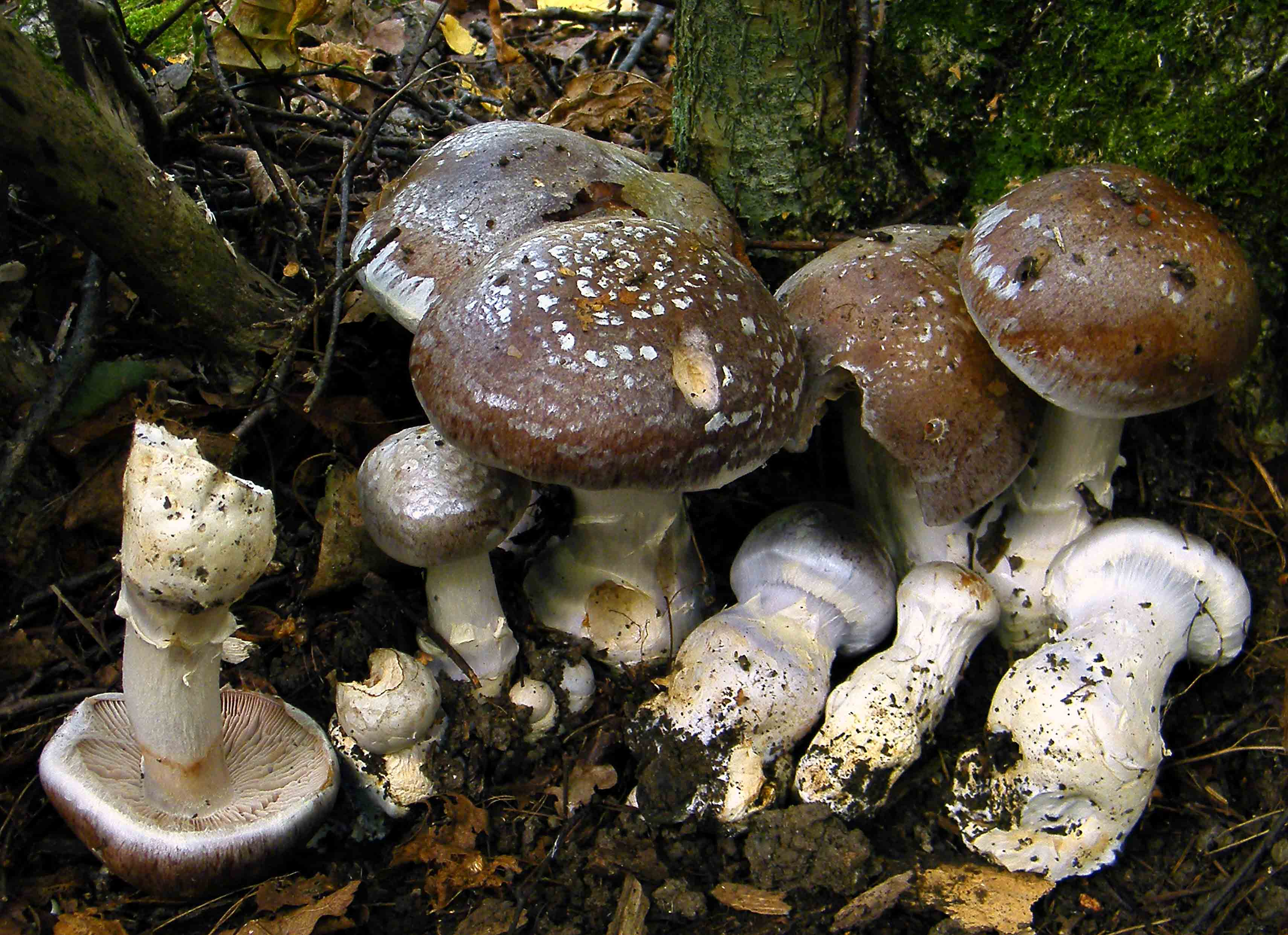

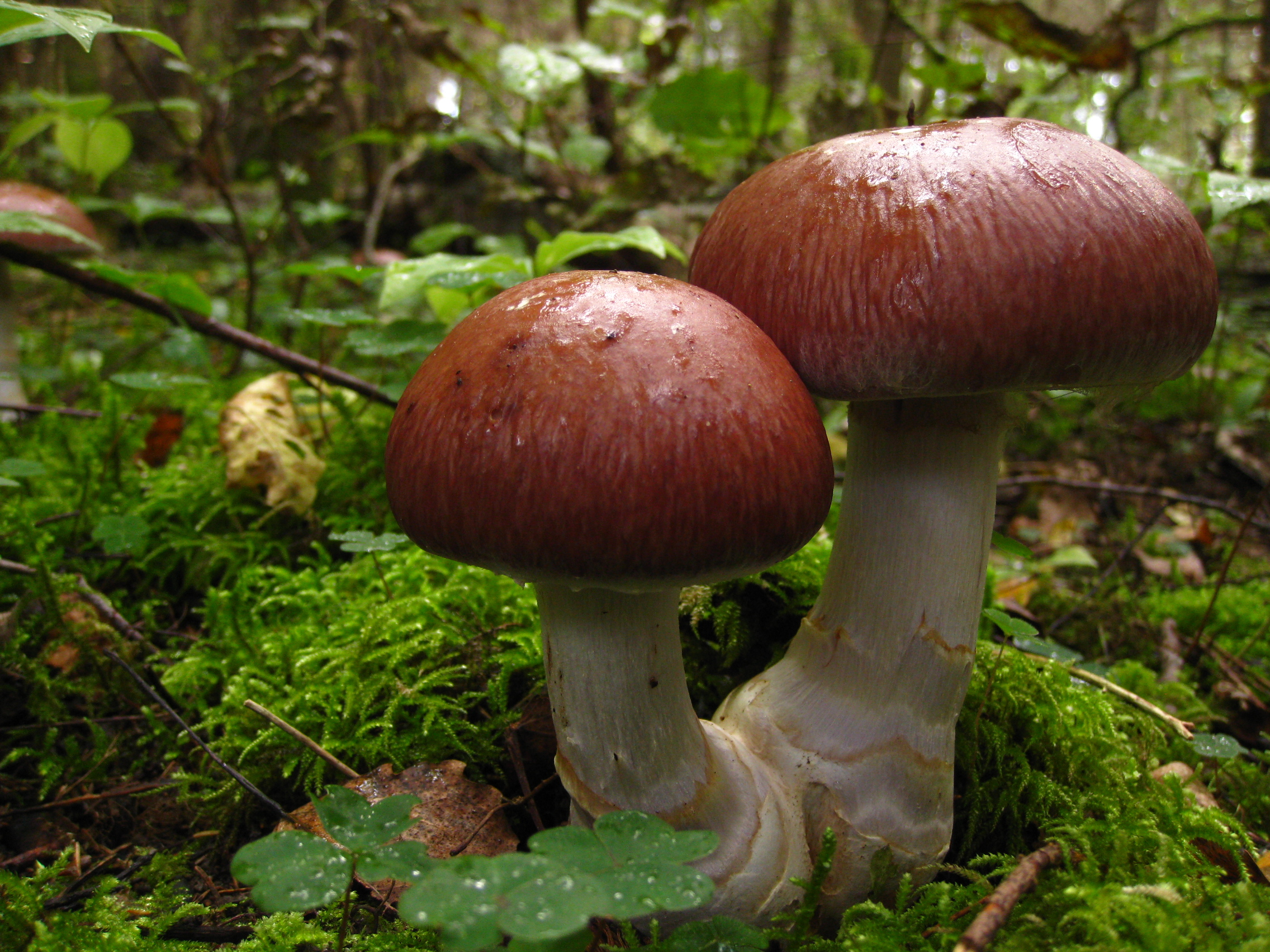

Cortinarius praestans (Cordier) Gillet – gatunek grzybów należący do rodziny zasłonakowatych (Cortinariaceae).

## Systematyka i nazewnictwo
Pozycja w klasyfikacji według Index Fungorum: Cortinarius, Cortinariaceae, Agaricales, Agaricomycetidae, Agaricomycetes, Agaricomycotina, Basidiomycota, Fungi.
Po raz pierwszy opisał go w 1826 r. François Simon Cordier, nadając mu nazwę Agaricus praestans. Obecną nazwę nadał mu Claude-Casimir Gillet w 1878 r. Ma 9 synonimów. Niektóre z nich:
- Phlegmacium berkeleyi (Cooke) Velen. 1920
- Phlegmacium praestans (Cordier) M.M. Moser 1953
- Phlegmacium praestans (Cordier) M.M. Moser 1960

W opracowanym w 2003 r. przez Władysława Wojewodę wykazie wielkoowocnikowych grzybów podstawkowych Polski jest traktowany jako synonim zasłonaka różnobarwnego (Cortinarius variecolor), jednak według Index Fungorum są to odrębne gatunki.

## Morfologia
Kapelusz
Szerokość 10–20 cm, w stanie dojrzałym wypukły z podwiniętym brzegiem. Powierzchnia gładka, kasztanowa lub czekoladowobrązowa z fioletowomiedzianym odcieniem z pozostałościami osłony i zasnówki wyglądającymi jak łatki lub łuseczki.
Blaszki
Gęste, zwykle faliste z ząbkowanymi ostrzami, początkowo białawe, potem kremowo-gliniaste lub rdzawe.
Trzon
Wysokość 10–15 cm, grubość 3–5 cm, solidny, u podstawy z obrzeżoną, maczugowatą bulwą. Powierzchnia pokryta jedwabistymi włókienkami, w bardzo młodym wieku białawo-fioletowa, później traci fioletowe odcienie. Jest gładka, tylko u podstawy włóknista lub biaława, pokryta fioletową lub białawą jedwabistą zasnówką.
Miąższ
Gęsty, białawy, bez zapachu, o łagodnym smaku.
Wysyp zarodników
Rdzawoochrowy
Cechy mikroskopowe
Zarodniki 15–17 na 8–10 µm, wrzecionowate, cytrynowate, gęsto pokryte małymi brodawkami. Na ostrzach blaszek znajdują się cystydy o szerokości 4–6 μm, wystające na 20–40 μm i zdegenerowane sterylne bazydiole o szerokości 10–11 μm, wystające na 10–12 μm. Właściwe podstawki mają wymiary 30–35 × 12–13 μm.

## Występowanie i siedlisko
Występuje w Ameryce Północnej, Europie i Azji. W Europie Zachodniej, zwłaszcza w Anglii i Francji jest częsty. Brak go w opracowanym w 2003 r. przez Władysława Wojewodę wykazie wielkoowocnikowych grzybów podstawkowych Polski, jego stanowiska w Polsce podaje internetowy atlas grzybów.
Naziemny grzyb mykoryzowy. Występuje w lasach liściastych, zwłaszcza na wapiennych glebach.

## Zastosowanie
- Jest grzybem jadalnym[4].
- Wyciąg z Cortinarius praestans wykazał skuteczność przeciwbakteryjną przeciwko Pseudomonas aeruginosa i Staphylococcus aureus[7].